# Белов, Игорь Павлович
И́горь Па́влович Бело́в (21 октября 1954, Гродно, Белорусская ССР, СССР) — советский, белорусский и российский футболист, защитник, тренер. Мастер спорта СССР.

## Карьера

### Клубная
За «Неман» играл во 2-й зоне Второй лиги СССР. В 1976 году перешёл в минское «Динамо». Выступал за него как в Высшей, так и в Первой лигах СССР. В 1984 году пополнил ряды могилёвского «Днепра». В 1988—1989 годах был заигран за «Новбахор». В 1992 году вместе с владивостокским «Лучом» вышел в элитный дивизион. В 1993 году завершил карьеру.
В высшей лиге СССР провёл 71 игру. В высшей лиге России провёл 8 игр.

### Тренерская
В 1994—1995 годах тренировал владивостокский «Луч». Позже стал работать в качестве делегата матчей от Белорусской федерации футбола и в других спортивных организациях Белоруссии.

## Достижения
- Победитель чемпионата СССР: 1982
- Бронзовый призёр чемпионата СССР: 1983
- Бронзовый призёр Первой лиги СССР: 1978
- Победитель Первого дивизиона России: 1992